# Échavanne
Cet article possède un paronyme, voir Échevannes.
Échavanne est une commune française située dans le département de la Haute-Saône, la région culturelle et historique de Franche-Comté et la région administrative Bourgogne-Franche-Comté.

## Géographie
Échavanne est située à la limite est du département de la Haute-Saône, près de Belfort dans le nord de la région Franche-Comté.

### Géologie
Échavanne est construite sur le plateau de Haute-Saône dans la dépression sous-vosgienne et s'appuie sur le versant méridional du massif des Vosges.
Le bassin houiller stéphanien sous-vosgien passe sous le territoire communal, recouvert par un Permien épais.

### Climat
Pour des articles plus généraux, voir Climat de la Bourgogne-Franche-Comté et Climat de la Haute-Saône.
En 2010, le climat de la commune est de type climat de montagne, selon une étude du Centre national de la recherche scientifique s'appuyant sur une série de données couvrant la période 1971-2000. En 2020, Météo-France publie une typologie des climats de la France métropolitaine dans laquelle la commune est exposée à un climat semi-continental et est dans une zone de transition entre les régions climatiques « Lorraine, plateau de Langres, Morvan » et « Vosges ».
Pour la période 1971-2000, la température annuelle moyenne est de 9,8 °C, avec une amplitude thermique annuelle de 17,2 °C. Le cumul annuel moyen de précipitations est de 1 243 mm, avec 13,3 jours de précipitations en janvier et 10,6 jours en juillet. Pour la période 1991-2020, la température moyenne annuelle observée sur la station météorologique de Météo-France la plus proche, « Étobon », sur la commune d'Étobon à 4 km à vol d'oiseau, est de 10,7 °C et le cumul annuel moyen de précipitations est de 1 272,5 mm. 
La température maximale relevée sur cette station est de 38,5 °C, atteinte le 24 juillet 2019 ; la température minimale est de −18 °C, atteinte le 1er mars 2005,,.
Les paramètres climatiques de la commune ont été estimés pour le milieu du siècle (2041-2070) selon différents scénarios d'émission de gaz à effet de serre à partir des nouvelles projections climatiques de référence DRIAS-2020. Ils sont consultables sur un site dédié publié par Météo-France en novembre 2022.

## Urbanisme

### Typologie
Au 1er janvier 2024, Échavanne est catégorisée commune rurale à habitat dispersé, selon la nouvelle grille communale de densité à sept niveaux définie par l'Insee en 2022.
Elle est située hors unité urbaine. Par ailleurs la commune fait partie de l'aire d'attraction de Belfort, dont elle est une commune de la couronne,. Cette aire, qui regroupe 91 communes, est catégorisée dans les aires de 50 000 à moins de 200 000 habitants,.

### Occupation des sols
L'occupation des sols de la commune, telle qu'elle ressort de la base de données européenne d’occupation biophysique des sols Corine Land Cover (CLC), est marquée par l'importance des territoires agricoles (49,9 % en 2018), en diminution par rapport à 1990 (61,5 %). La répartition détaillée en 2018 est la suivante : 
zones agricoles hétérogènes (49,9 %), forêts (41,5 %), zones urbanisées (8,6 %). L'évolution de l’occupation des sols de la commune et de ses infrastructures peut être observée sur les différentes représentations cartographiques du territoire : la carte de Cassini (XVIIIe siècle), la carte d'état-major (1820-1866) et les cartes ou photos aériennes de l'IGN pour la période actuelle (1950 à aujourd'hui).

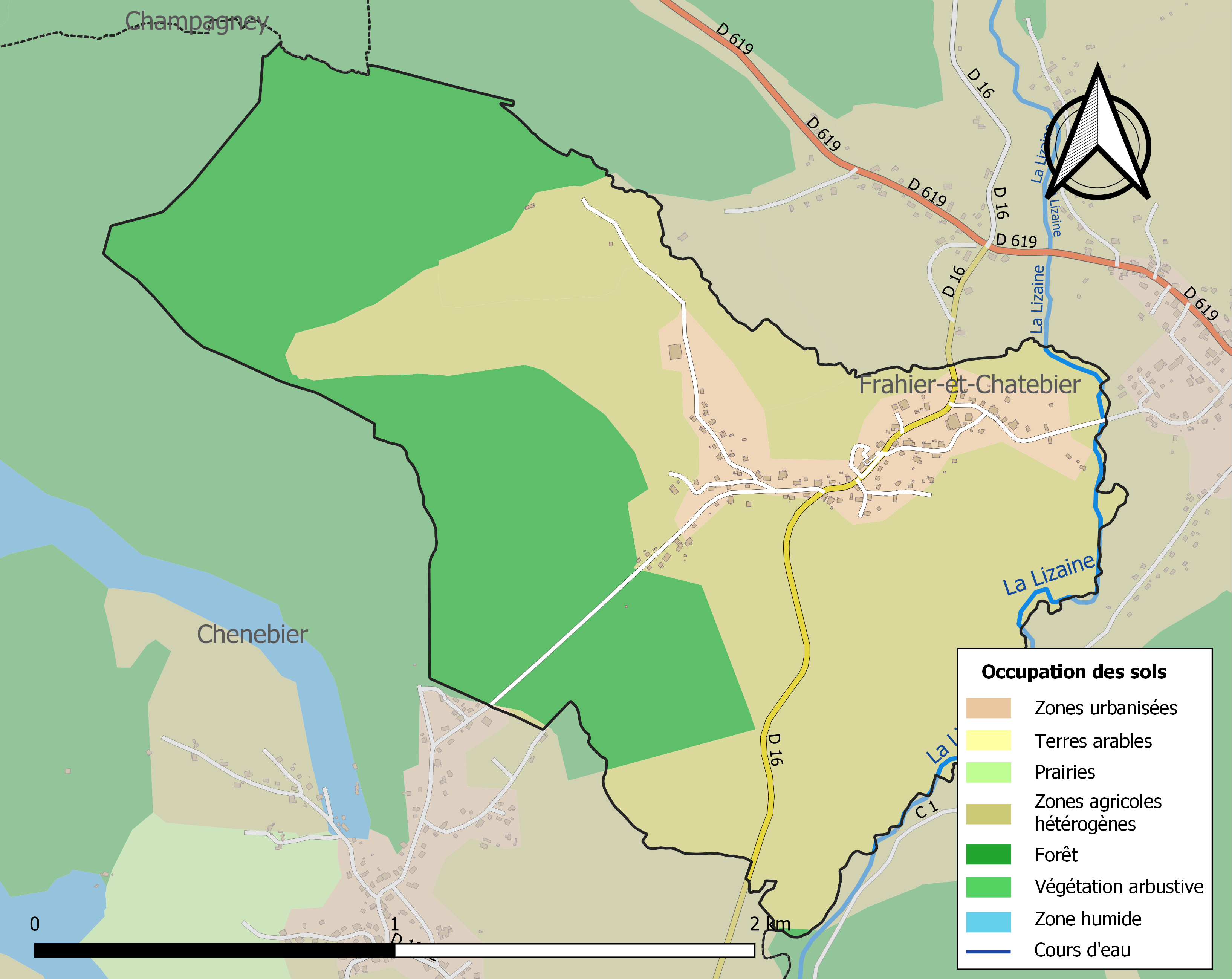
Carte des infrastructures et de l'occupation des sols de la commune en 2018 (CLC).

## Politique et administration

### Rattachements administratifs et électoraux

Carte départementale représentant en rouge la communauté de communes Rahin et Chérimont.

Échavanne se trouve dans l'arrondissement de Lure du département de la Haute-Saône, en région Bourgogne-Franche-Comté.
Il faisait historiquement partie du canton de Champagney,. Dans le cadre du redécoupage cantonal de 2014 en France, la commune fait désormais partie du canton d'Héricourt-1.
La commune d'Échavanne se trouve dans le ressort  des tribunaux d'instance,   paritaire des baux ruraux et du conseil de prud'hommes de Lure, des tribunaux de  grande instance et de commerce ainsi que de la cour d'assises de  Vesoul et du tribunal des affaires de Sécurité sociale du Territoire de Belfort. Ces juridictions sont rattachées à la cour d'appel de Besançon.
Dans l'ordre administratif, la commune se trouve dans le ressort du tribunal administratif de Besançon et de la cour administrative d'appel de Nancy,.

### Intercommunalité
La commune est membre depuis son origine de la communauté de communes Rahin et Chérimont, intercommunalité créée en 2003, et qui se trouve dans le pays des Vosges Saônoises.
Dans le cadre des dispositions de la loi portant nouvelle organisation territoriale de la République (loi NOTRe) du 7 août 2015 prévoit que les établissements publics de coopération intercommunale (EPCI) à fiscalité propre doivent avoir un minimum de 15 000 habitants,  sauf si la plupart des communes qui la constitue sont situées en zone de montagne et pour lesquelles le seuil est abaissé à 5 000 habitants, le schéma départemental de coopération intercommunale prévoit le rattachement de la commune à la communauté de communes du Pays d'Héricourt. Ce changement d'intercommunalité est prévu le 1er janvier 2017.

### Liste des maires

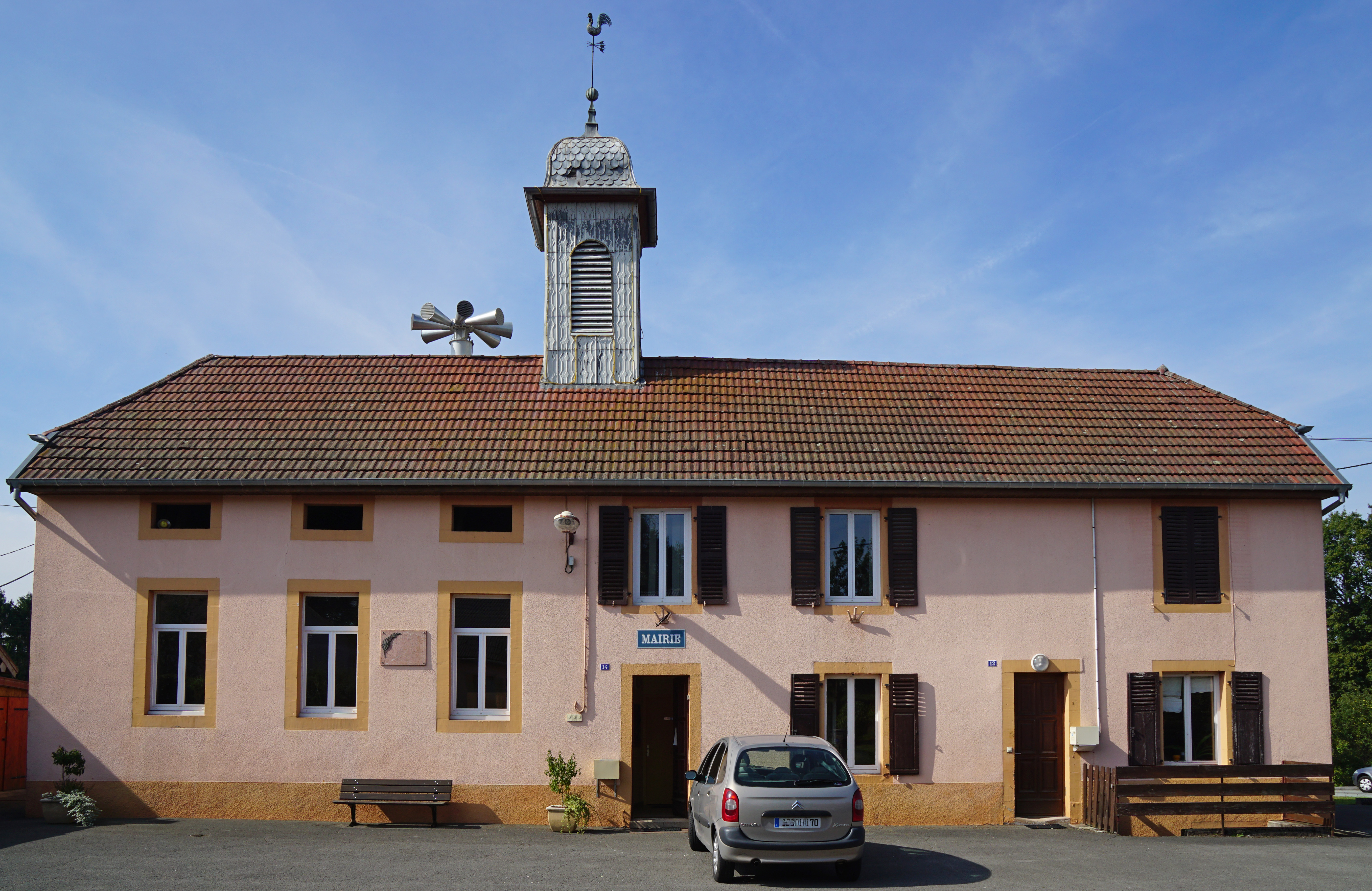
La mairie.

| Période                                  | Période                   | Identité       | Étiquette | Qualité                                                                              |
| ---------------------------------------- | ------------------------- | -------------- | --------- | ------------------------------------------------------------------------------------ |
| Les données manquantes sont à compléter. |                           |                |           |                                                                                      |
| mars 2001                                | mai 2020                  | Fabien Reuter  |           | Vice-président de la CC Rahin et Chérimont (2014 → ) Réélu pour le mandat 2014-2020, |
| mai 2020                                 | En cours (au 2 juin 2020) | Patrick Cardot |           |                                                                                      |

### Politique environnementale
La communauté de communes Rahin et Chérimont, à laquelle appartient Échavanne, est membre du Syndicat intercommunal de collecte et de traitement des ordures ménagères (SICTOM) de la zone sous-vosgienne, basé à Étueffont. La communauté de communes Rahin et Chérimont assure la gestion de la politique environnementale de Ronchamp, dont entre autres la mise en place et le suivi d’un service public d’assainissement non collectif.

## Démographie
En 2022, la commune d’Échavanne comptait 200 habitants. À partir du XXIe siècle, les recensements réels des communes de moins de 10 000 habitants ont lieu tous les cinq ans. Les autres « recensements » sont des estimations.
| 1793 | 1800 | 1806 | 1821 | 1831 | 1836 | 1841 | 1846 | 1851 |
| ---- | ---- | ---- | ---- | ---- | ---- | ---- | ---- | ---- |
| 125  | 350  | 139  | 178  | 200  | 202  | 206  | 221  | 216  |

| 1856 | 1861 | 1866 | 1872 | 1876 | 1881 | 1886 | 1891 | 1896 |
| ---- | ---- | ---- | ---- | ---- | ---- | ---- | ---- | ---- |
| 206  | 209  | 209  | 200  | 188  | 167  | 184  | 164  | 147  |

| 1901 | 1906 | 1911 | 1921 | 1926 | 1931 | 1936 | 1946 | 1954 |
| ---- | ---- | ---- | ---- | ---- | ---- | ---- | ---- | ---- |
| 141  | 133  | 146  | 128  | 115  | 136  | 126  | 124  | 111  |

| 1962 | 1968 | 1975 | 1982 | 1990 | 1999 | 2006 | 2007 | 2012 |
| ---- | ---- | ---- | ---- | ---- | ---- | ---- | ---- | ---- |
| 116  | 124  | 125  | 181  | 205  | 200  | 202  | 202  | 203  |

| 2017 | 2022 | - | - | - | - | - | - | - |
| ---- | ---- | - | - | - | - | - | - | - |
| 205  | 200  | - | - | - | - | - | - | - |

## Culture locale et patrimoine

### Lieux et monuments
Début 2017, la commune est « réputée sans clochers ».
Les bois d'Échavanne sont traversés par le canal de la Haute-Saône. Les vestiges du canal et le tunnel du Chérimont long de 1 330 mètres rejoignant Ronchamp sont à voir. Un sentier balisé boucle entre les deux extrémités du tunnel, et quelques puits d'aération sont visibles le long du parcours.

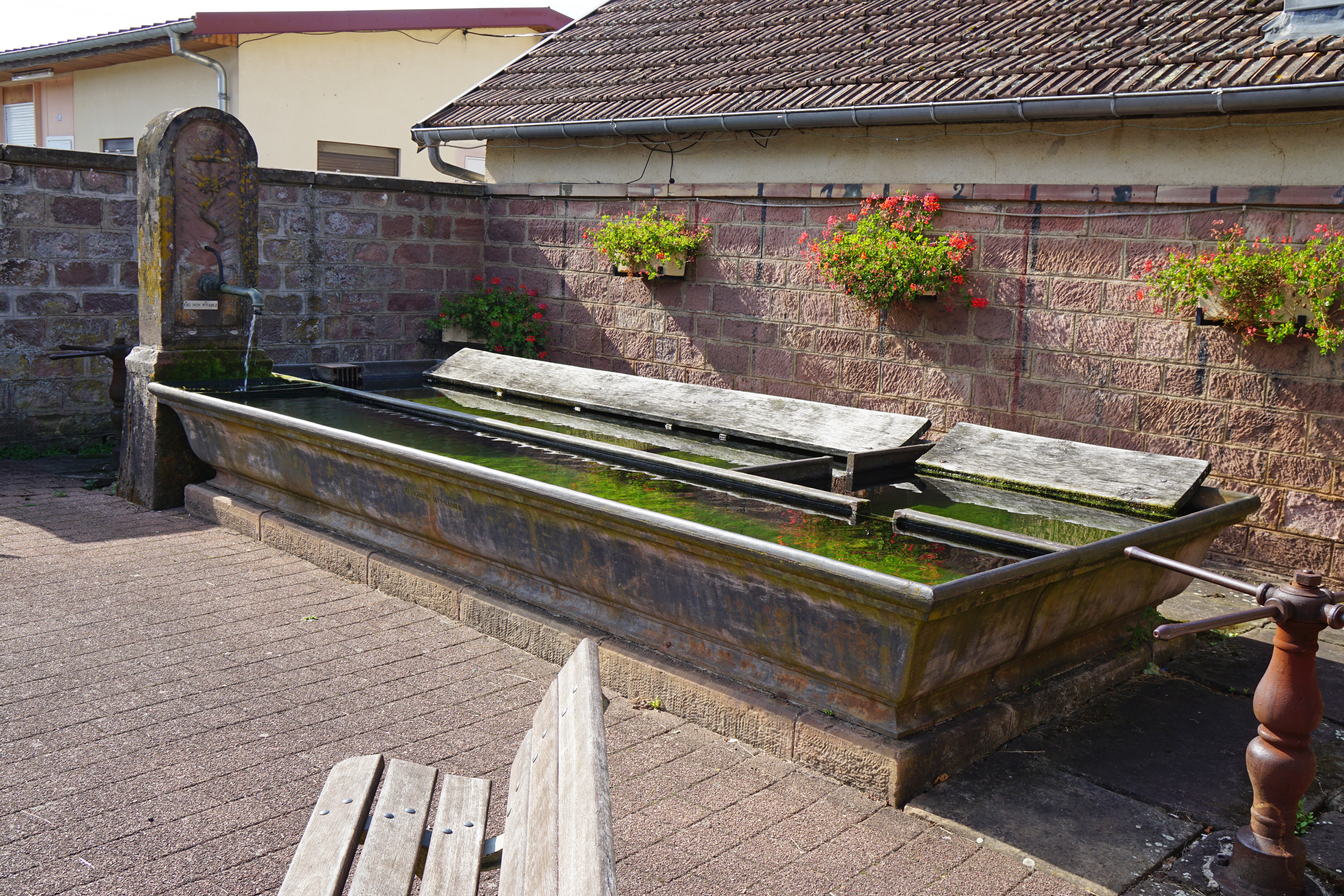
Fontaine.
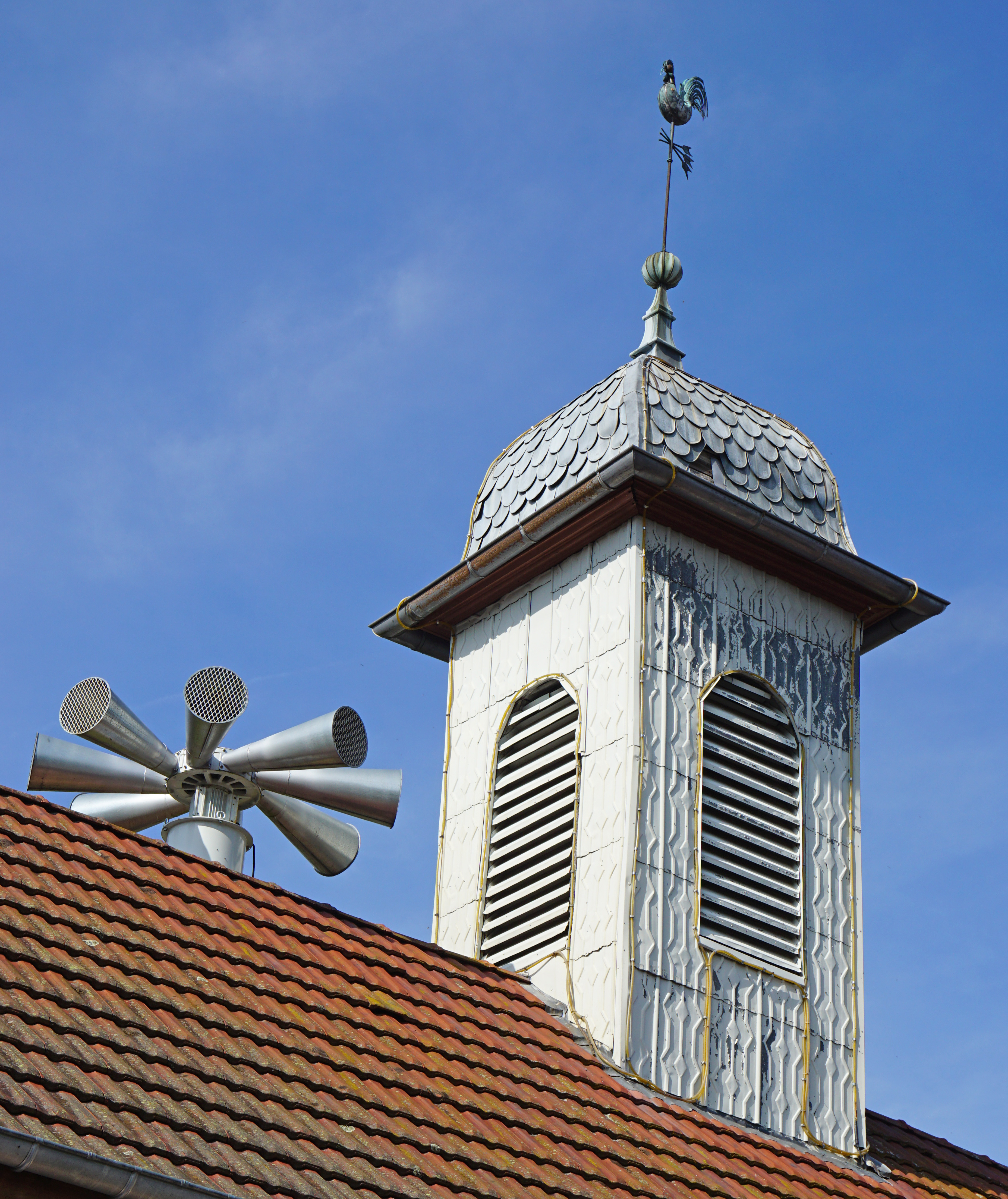
Clocher comtois de la mairie.

### Héraldique
|  | Les armes de la commune se blasonnent ainsi : Gironné d’or et de gueules. |